# Gyrobifastigium
Een gyrobifastigium, van het Latijn en het Grieks: gyro, gedraaid, bi, dubbel en fastigium, top of dak, is in de meetkunde het johnsonlichaam J26. Deze ruimtelijke figuur kan worden geconstrueerd door twee driehoekige prisma's met hun vierkante zijvlakken 90° gedraaid op elkaar te plaatsen.
Er is met uitsluitend het gyrobifastigium een volledige ruimtevulling mogelijk.

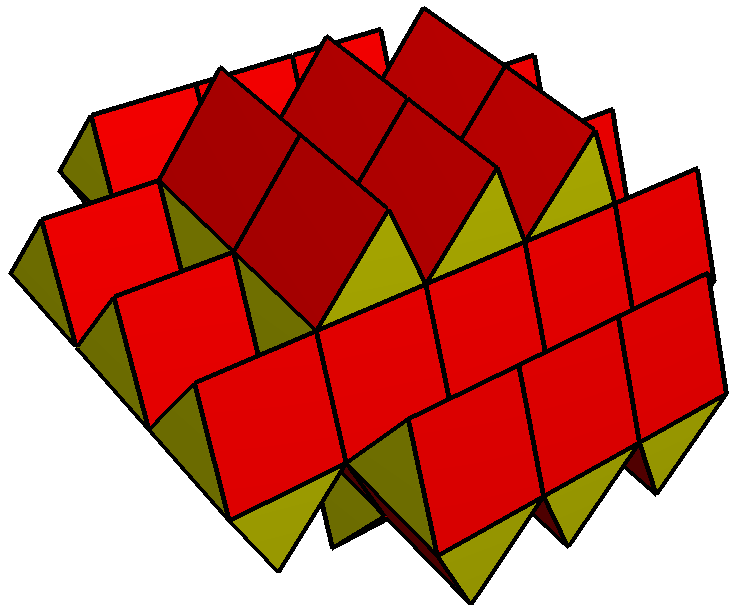
Ruimtevulling met gyrobifastigiums

De inhoud {\displaystyle V} van deze figuur kan worden bepaald door de volgende formule, waarin {\displaystyle a} de lengte van een zijde is:
{\displaystyle V={\tfrac {1}{2}}a^{3}{\sqrt {3}}\approx 0{,}86603\,a^{3}}
De 92 johnsonlichamen werden in 1966 door Norman Johnson benoemd en beschreven.

## Websites
- (en)  Gyrobifastigium Calculator
- (en)  MathWorld. Gyrobifastigium.